# ابوبکر بن ابی‌صالح
ابوبکر بن ابی‌صالح، وزیر غزنویان در قرن پنجم هجری (یازدهم میلادی) بود.

## زندگی‌نامه
او ابتدا به عنوان وزیر دوم به خدمت سلطان فرخزاد بن مسعود (۴۴۳–۴۵۱ قمری/ ۱۰۵۲–۱۰۵۹ میلادی) خدمت می‌کرد. احتمالاً در اواخر ۴۴۵ یا شروع ۴۴۶ (قمری) / بهار و تابستان ۱۰۵۵ (میلادی) جانشین حسین بن مهران گردید. او سابقه بلندمدتی به‌عنوان صاحب منصب و سرباز داشت، و برای ۳۰ سال حکمران هند بود. در هند، در شغل‌های عمومی و خیرخواهانه فعالیت داشت. او در الباقی حکومت سلطان فرخزاد بن مسعود، به‌عنوان وزیر باقی ماند. در زمان ابراهیم بن مسعود در ۴۵۱ قمری / ۱۰۵۹ میلادی نیز به‌عنوان جانشین مسئول اجرایی حکمران جدید باقی ماند. او به دلیل توطئه فرمانده‌های ترک و محافظان کاخ که به نفوذ او بی‌میل بودند، کشته شد. تاریخ دقیقی از زمان مرگ او در موجود نیست، احتمالاً در ابتدای دوران حکومت ابراهیم بن مسعود بوده باشد.
| پیشین: ابومحمد حسن بن مهران | وزیر دولت غزنوی ۴۴۵–۴۵۲ ه‍. ق | پسین: ابوسهل خجندی |